# كيث بوستك
كيث بوستك (بالإنجليزية: Keith Bostic)‏ هو لاعب كرة قدم أمريكية أمريكي، ولد في 17 يناير 1961 في آن آربر في الولايات المتحدة.

## وصلات خارجية
- كيث بوستك على موقع مرجع كرة القدم المحترفة.كوم (الإنجليزية)